# ホーカー ハリケーン
ホーカー ハリケーン
飛行するハリケーン Mk.IIc BE500号機
(英空軍87飛行隊所属機、1942年撮影)
- 用途：戦闘機、戦闘爆撃機、対地攻撃機
- 分類：戦闘機
- 設計者：シドニー・カム
- 製造者：ホーカー・エアクラフト社
- 運用者

  -  イギリス（イギリス空軍）
  -  カナダ（カナダ空軍）
  -  ルーマニア（ルーマニア空軍）他
- 初飛行：1935年11月6日
- 生産数：14,583機[1](14,233機とする文献もある[2])
- 生産開始：1936年3月
- 運用開始：1937年12月25日
- 退役：1945年
- 運用状況：退役

ハリケーン（Hawker Hurricane）は、イギリスのホーカー・エアクラフト社によって1930年代に設計されたレシプロ単発・単座戦闘機である。第二次世界大戦においてイギリス空軍を始めとする連合軍で使用され、バトル・オブ・ブリテンなどで広く活躍した。スピットファイアとの競争作として知られ、1936年から1944年まで生産された。機体性能ではスピットファイアに劣ったが、高い生産性からあらゆる地域で八面六臂の活躍を見せ、「偉大なるナンバー2」と称された。

## 開発

### 背景
1930年の初めに、イギリス空軍の爆撃部隊強化に貢献したトレンチャード卿が退役し、新たにイギリス空軍司令官に着任したジョーフリー・サーモンド (Geoffrey Salmond) 大将は防空戦闘機の交代を計画した。この頃のイギリス空軍主力戦闘機は複葉、最高速度が約360km/hで武装は7.7mm機関銃2丁というホーカー フューリーであった。航空省は仕様書F.7/30を作成し、全金属製、最高速度400km/h、7.69mm機関銃4丁という要求をメーカー側に掲示した。しかし、折りしも世界恐慌の真っ只中で軍事予算が大幅に削られた影響を受けていたこともあって、航空省が選定することになったのは複葉のグロスター グラディエーターであった。
1934年、財政に余裕があったロールス・ロイス社がPV.12 エンジンの開発に成功し、これが契機となってホーカー社はシドニー・カム (Sidney Camm) 技師の主導で単葉単座戦闘機の開発に乗り出した。1935年までに設計案が提出され、航空省はホーカー社の設計案向けに仕様F.36/34を作成し、同年の1935年2月21日に試作機の製作も許可した。

### ハリケーンの誕生

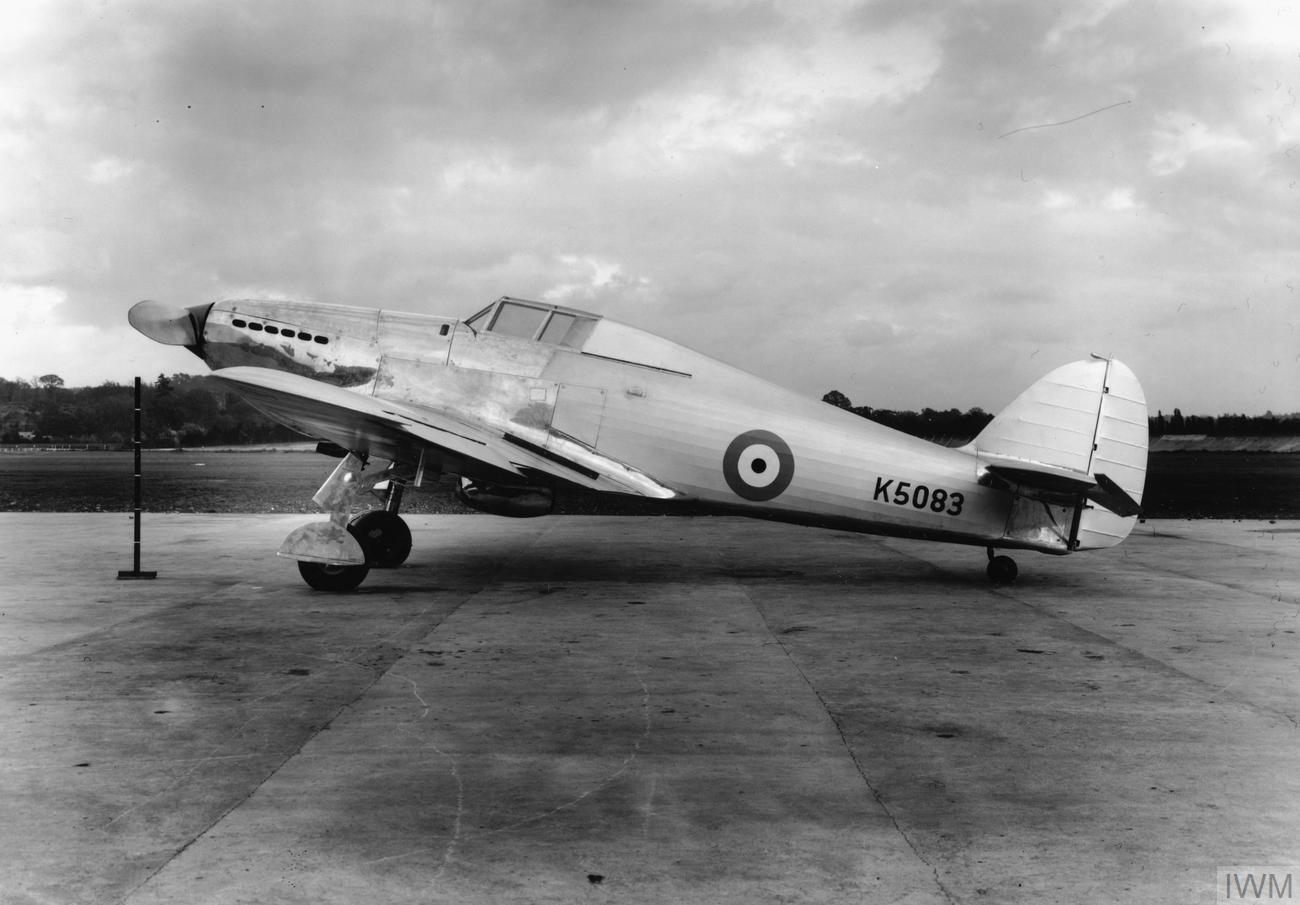
初飛行時の試作機「K5083」号

試作機は1935年11月6日に初飛行を行った。同月にハリケーンと名づけられた、この機は翼や胴体には木材や帆布を多用し、エンジンやコクピットは鋼管をアルミニウム合金で覆ったものであり、前時代的といわざるを得ない旧式な構造だった。
ハリケーンの4か月後に登場するスーパーマリン スピットファイアのような全金属製・モノコック構造の最新戦闘機とは対照的である。これはホーカー社の製造技術はもちろん、全金属製に生産ラインを対応させるのは非常に困難であったからである。一方で軽くて頑丈でもあり、その余裕のある構造から戦局に伴う改良への適性、被弾時の機体や乗員のサバイバビリティにも優れていた。また、レーダーから探知されにくいという副次的な効果を生んだ。

### Mk. Iの配備

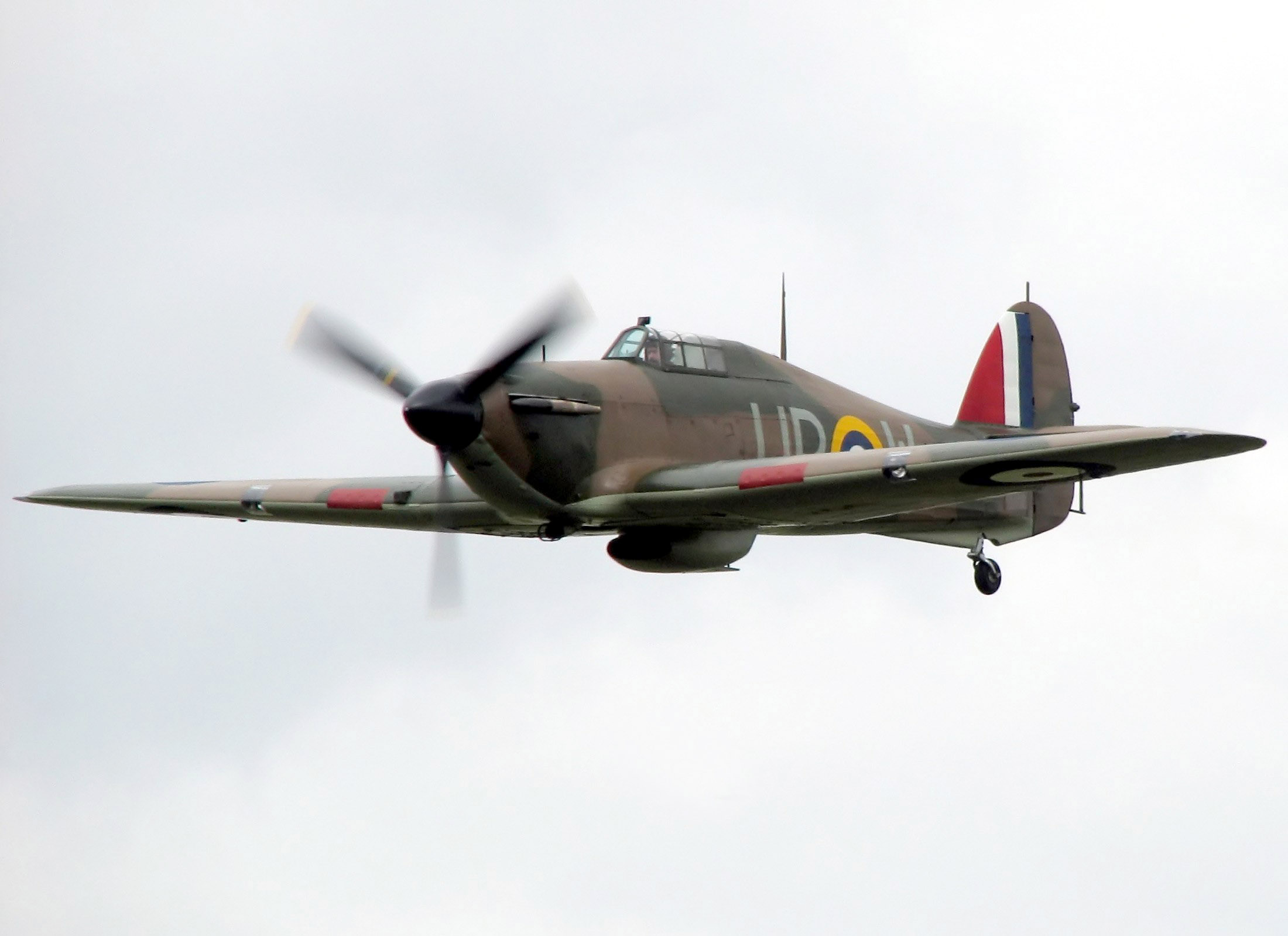
ハリケーン Mk. I

最初の生産型、ハリケーン Mk. Iが1937年10月12日に初飛行を実施し、イギリス空軍は保守的でありながら複葉戦闘機から大きく向上したと、Mk. Iを1,000機発注した。予想通り、Mk. Iの量産は順調に進んだ。
当時、新鋭のスピットファイアはスムーズに生産を始められるかわからない状況だったが、ハリケーンの生産法は熟知されており扱いやすいものであった。運用部隊にとっても同じことで、それまでもハリケーンのような木金混合製の航空機に搭乗し、また整備をしてきたからだった。Mk. Iは1,030 馬力 (768 kW) のロールス・ロイス マーリンエンジン Mk. IIまたはMk. IIIエンジンを搭載し、8丁のブローニング7.7mm機関銃で武装していた。装甲や自己閉塞機能のある燃料タンクは備えておらず、帆布張りの主翼に木製固定ピッチのプロペラというシンプルなもので、試作機から変更されていたのは、キャノピー（風防・天蓋）と冷却装置の強化、主脚の小改良であった。
こういった構造を解決するため、Mk. Iの主翼を金属製に変更し、プロペラ・スピナーの延長、プロペラの3翅化といった後期型のハリケーン Mk. IA シリーズ2が同年に開発された。プロペラの可変ピッチへの変更により、飛行性能が若干向上した。なお、最初のMk. Iは後にMk. IA シリーズ1と呼ばれた。

## 戦歴

### 実戦投入

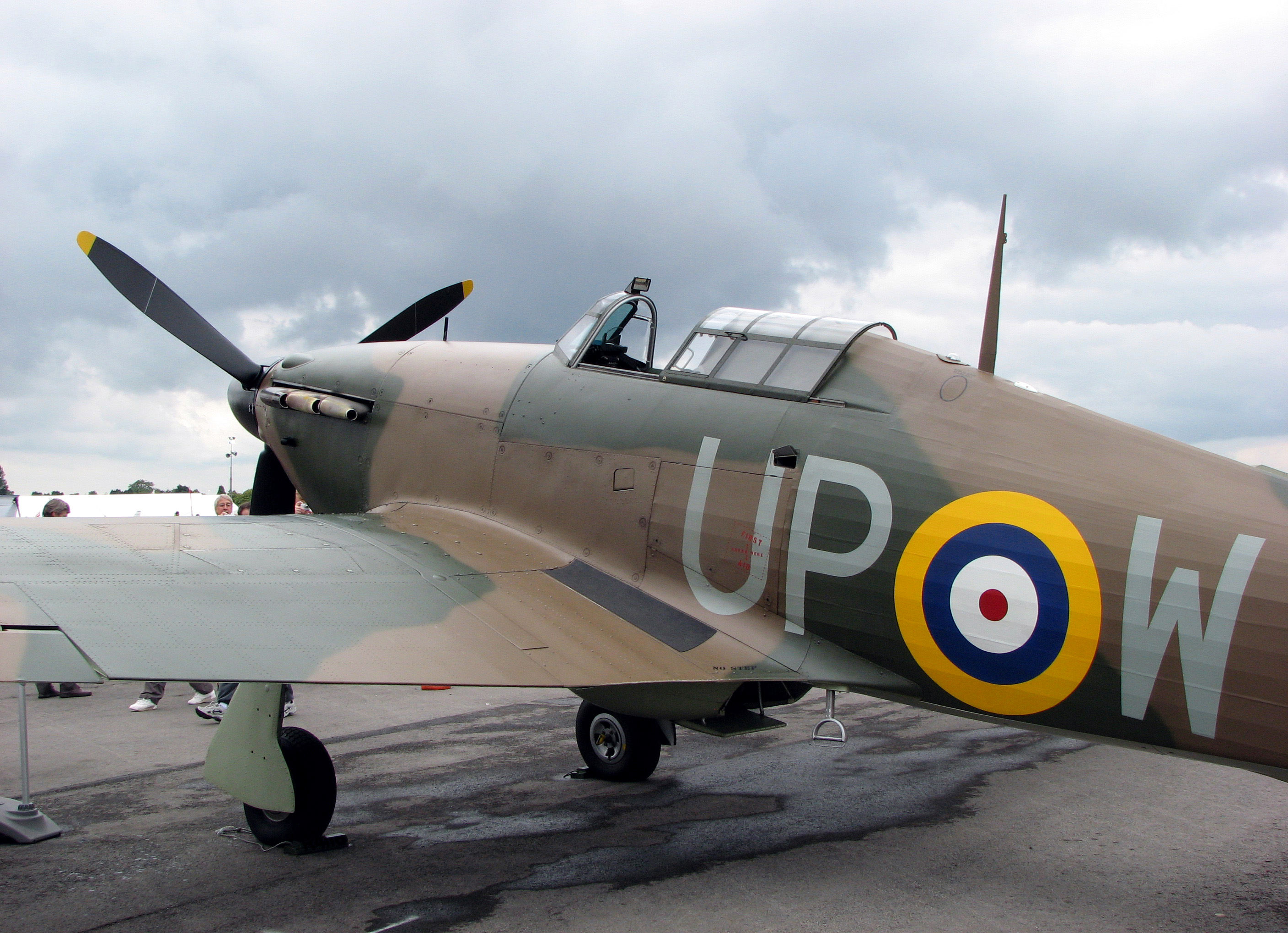
ハリケーン Mk. IAのR4118

1937年12月にハリケーン Mk. IAの配備が開始され、後期型に順次交代し、初期型は訓練用に使用された。第二次大戦が始まった1939年9月1日には19個飛行隊（戦闘機中隊）がハリケーンへの切り換えを完了した。
1940年4月、ドイツ軍の北欧侵攻に呼応してイギリス空軍はグラディエーターを増援に送るとともに、初期型のハリケーンを装備する第46飛行隊も輸送船に載せるかイギリス海軍の空母に搭載して送り込んだ。同飛行隊はナルヴィクの防空を行い、ドイツ空軍の爆撃機から陸上部隊、艦隊と港湾を守った。
ハリケーンの機体は修理が容易で、弾が機体を貫通するだけで墜落に至らないことが多かった。また、軽量なため墜落時の速度が遅く、パイロットの脱出もより容易であった。1940年6月、第46飛行隊の奮戦も空しく、ノルウェーにおける陸戦はイギリスに負担をもたらし、ついには撤退することになった。同戦闘機中隊は空母「グローリアス」に搭載されて本国に向かったが、ドイツ海軍の巡洋戦艦「シャルンホルスト」、「グナイゼナウ」から攻撃を受け、搭載されていたハリケーン全機は「グローリアス」と共に、海に没してしまった。
1940年5月、フランス侵攻時、前年からイギリス遠征軍と共にフランスに展開済みであったハリケーン飛行隊（第1、第73、第85、第87飛行隊）が、ダブルカウントのドイツ空軍戦闘機に圧倒され、イギリス空軍戦闘機軍団司令官ヒュー・ダウディング大将は更に第3、第79、第501、第504、第607、第615飛行隊を増援に派遣した。イギリスは総計10個飛行隊をフランスに送り込んだが、ドイツ軍の進撃を止める効果はほとんどなく、被害が増すばかりであった。

### バトル・オブ・ブリテン

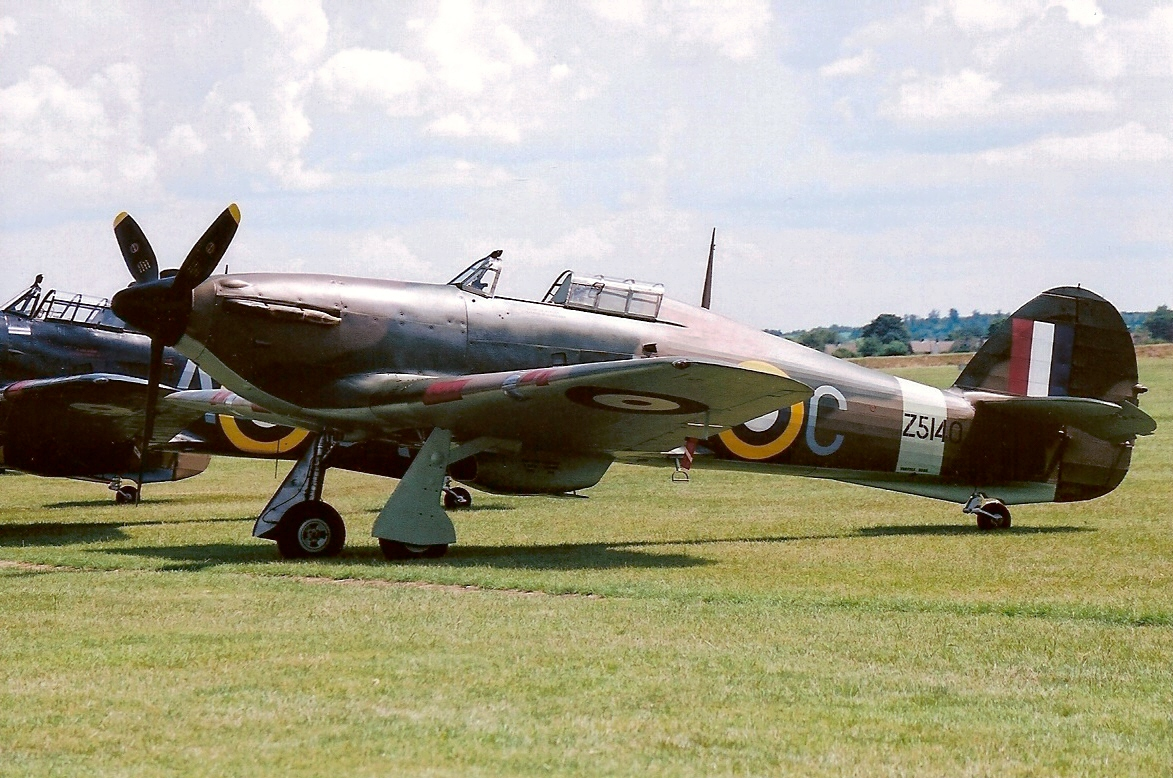
ハリケーン Mk. IIB

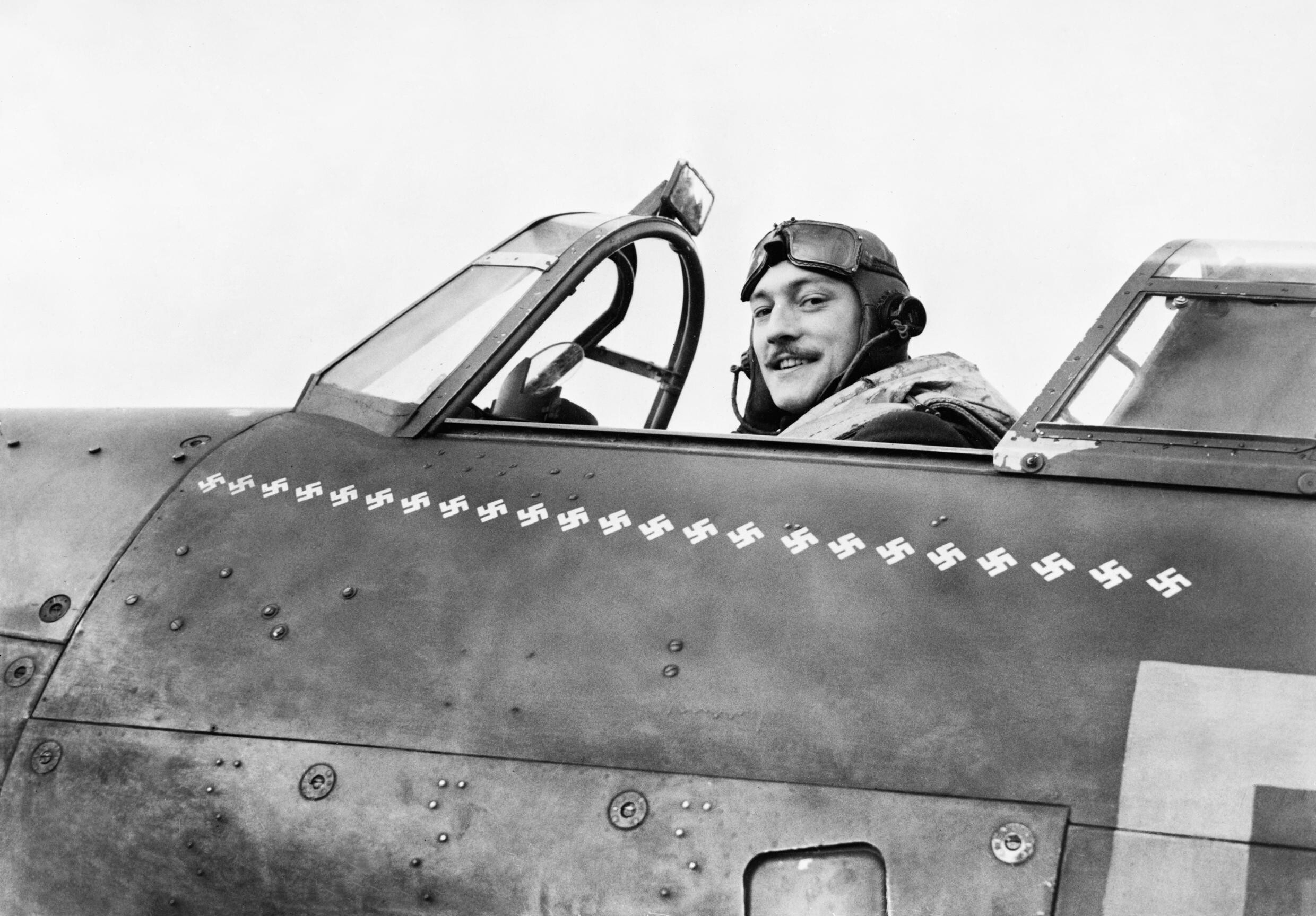
1940年11月、ハリケーンに搭乗したエース・パイロットであるローランド・ロバート・スタンフォード・タック（第257飛行隊）

フランス戦線における損失はホーカー社の生産ライン増強によって短期間のうちに補われたが、パイロットの損失は深刻であった。増産が行われる中でもハリケーンの改良は続けられ、1940年6月にはより強力なマーリン XX（ローマ数字の20）を積んだハリケーン Mk. IIが開発されている。スピットファイアもMk. IBの配備が進められていたが、ハリケーンは堅牢で戦闘機として十分に使用できた上、1940年7月の時点でハリケーンが26個飛行隊に増強されていたのに対し、スピットファイアを装備する飛行隊は17個とハリケーンの機数に及んでいなかった。
また、ハリケーンはドイツ空軍のBf 109相手にも善戦した。これは非常に強力なレシプロエンジン、マーリンエンジンによるところが大きく、Bf109よりも機動力において勝っていたためである。スピットファイアもマーリンエンジンを動力としていた。100オクタン価のガソリンを使うマーリンエンジンは、Bf 109が搭載するダイムラー・ベンツ DB 601エンジンよりも低高度での出力が大きかった。しかし、高度15,000 ft (4,600 m) 以上では、DB 601A-1とマーリン III / XIIの出力はほぼ同等だった。
ドイツ空軍は昼間爆撃では被害が多かったことから夜間爆撃も頻繁に行うようになった。ハリケーンはスピットファイアよりも夜間飛行や夜間着陸の安全性が高いことが判明すると、夜間戦闘機部隊を編成して爆撃機の迎撃を行った。
バトル・オブ・ブリテン期間中、スピットファイアなどの戦闘機や対空砲火による敵機撃墜を含めても、総撃墜数の過半数をハリケーンが稼ぎ出した。爆撃機のおよそ8割はハリケーンによる戦果と考えられている。護衛戦闘機をスピットファイアが足止めしている間、低速の爆撃機迎撃に専念したためだった。しかし、1940年末までにはスピットファイアの増産が進み、木金混合構造よりも全金属製の方がより速く生産できる体制も整えられ、増産に支えられたスピットファイアの引き渡しのペースが上回るようになった。バトル・オブ・ブリテンの終結に伴い、ハリケーンは本国防空戦闘機としての任務は終えた。

### 他の戦線での活動

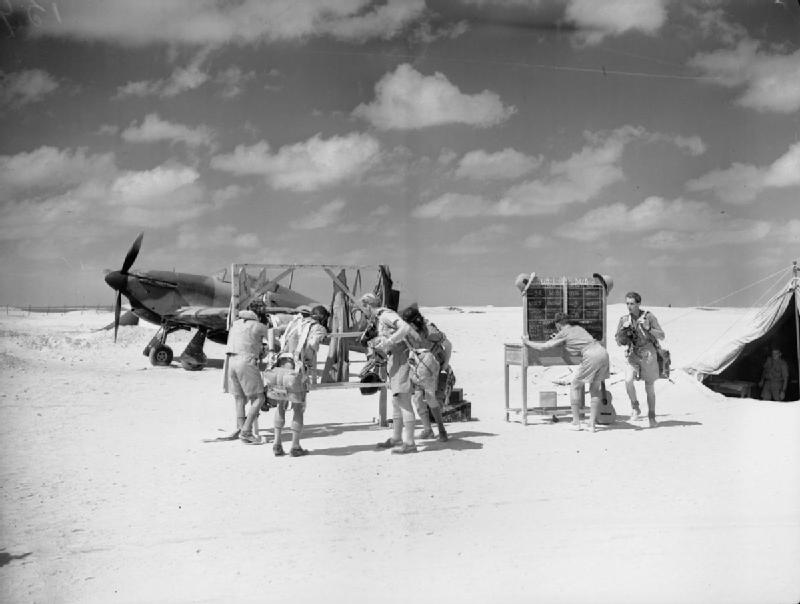
北アフリカ戦線においてハリケーンを運用する第274飛行隊

それでも、スピットファイアを植民地に配備するには機数が足りず、ハリケーンは中東やアフリカ、イギリス領インド帝国、オーストラリア、香港、ブルネイ、シンガポール、パレンバン、ビルマなど、スピットファイアの手が届かない地域で依然として戦闘任務をこなし、傑出した働きを見せた。
植民地の部隊も徐々にスピットファイアと機種転換が進められたものの、ハリケーンは地中海の戦いのマルタ島防衛戦で最も危険な日々を切り抜けるのに不可欠な存在であり、ニュージーランドに至ってはスピットファイアが到着する2年以上も前に到着して防空を担当していた。
また、ソ連軍の侵略下にあったフィンランド（冬戦争）にMk. Iが供与され、フィンランド空軍の戦力となった。その後の国際政治の変化により今度はソ連へレンドリースされた機体が継続戦争においてハリケーン同士の空中戦を展開した。

#### 東南アジア

コロンボ沖を飛行するハリケーン

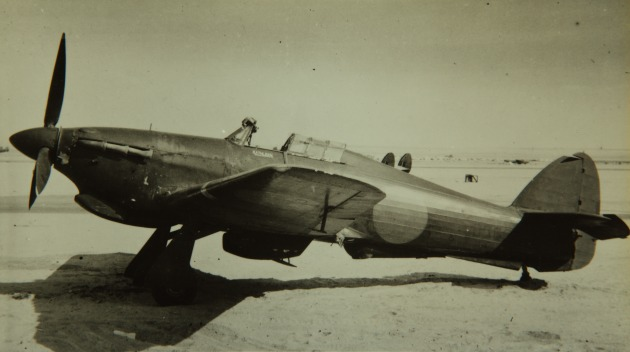
日本軍に鹵獲されたハリケーン

1941年12月より始まった、日本軍を相手とするアジア太平洋戦線では、開戦当時はハリケーンが配備されていなかったため（最初期は戦闘機にアメリカ製B-339E バッファローを使用）、増援として1942年1月半ばに中東からシンガポールにハリケーンが送られた（シンガポールの戦い）。
同月20日には、臨時第232飛行隊が一式戦闘機「隼」を装備する日本陸軍の飛行第64戦隊と初交戦するも、飛行隊長ランデルス少佐機以下計3機のハリケーンが撃墜され、戦果は一式戦「隼」1機撃墜のみであった。飛行第59戦隊の一式戦「隼」を相手とする2月6日の蘭印方面のパレンバン防空戦では、一方的に第258飛行隊はハリケーン4機を喪失し日本陸軍戦闘隊に損害は皆無。同月14日の日本陸軍によるパレンバン空挺作戦には同じく第258飛行隊のハリケーンが邀撃するも、またも一方的に2機を撃墜され日本陸軍落下傘部隊と一式戦「隼」に損害はなかった。
日本軍による南方作戦が日本軍の完全な勝利で終了し、以後第二次世界大戦末期まで主にイギリス領インド帝国を拠点に、イギリス空軍および同盟国のアメリカ陸軍航空軍は日本陸軍航空部隊と対峙した（ビルマの戦い、セイロン沖海戦など）。
さらに1942年以降に、日本軍はラバウルや空母などからオーストラリア本土への空襲（日本のオーストラリア空襲）を続け、イギリス空軍とオーストラリア空軍はハリケーンとスピットファイアでこれに対抗した。1943年後半以降、旧式化したハリケーンはスピットファイアの充足により順次これに更新されていったが、戦闘爆撃機としては引き続き活用されている。
なお、太平洋戦争緒戦にて、マレー作戦時やシンガポール陥落時などに数機のハリケーンが日本陸軍によって鹵獲されており、東京の陸軍航空審査部に持ち込まれテスト運用されていた。また第64戦隊では連絡機として鹵獲ハリケーンを一時期装備しており、同戦隊の部隊マーク「矢印」が垂直尾翼に描かれていた。

### 新用途

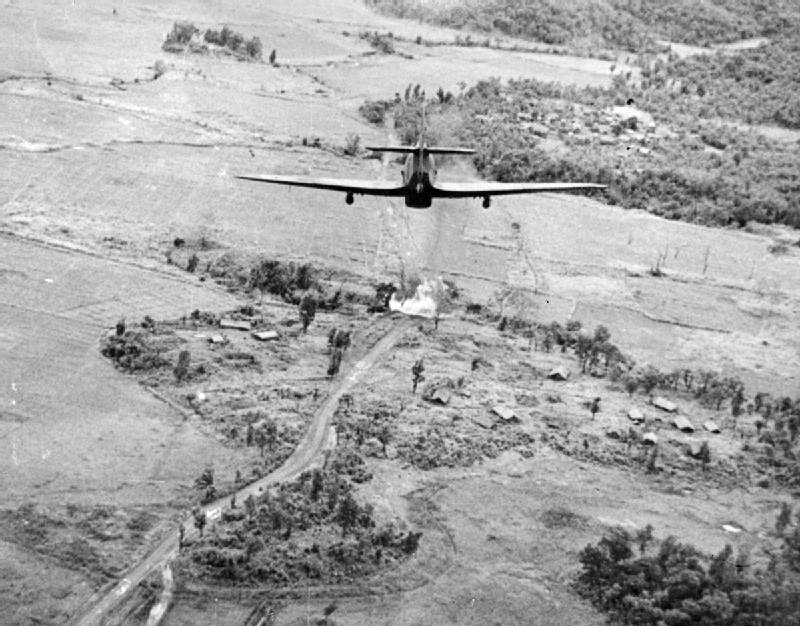
1944年、ビルマ戦線で橋を攻撃する戦闘爆撃機型ハリケーン Mk. IIC

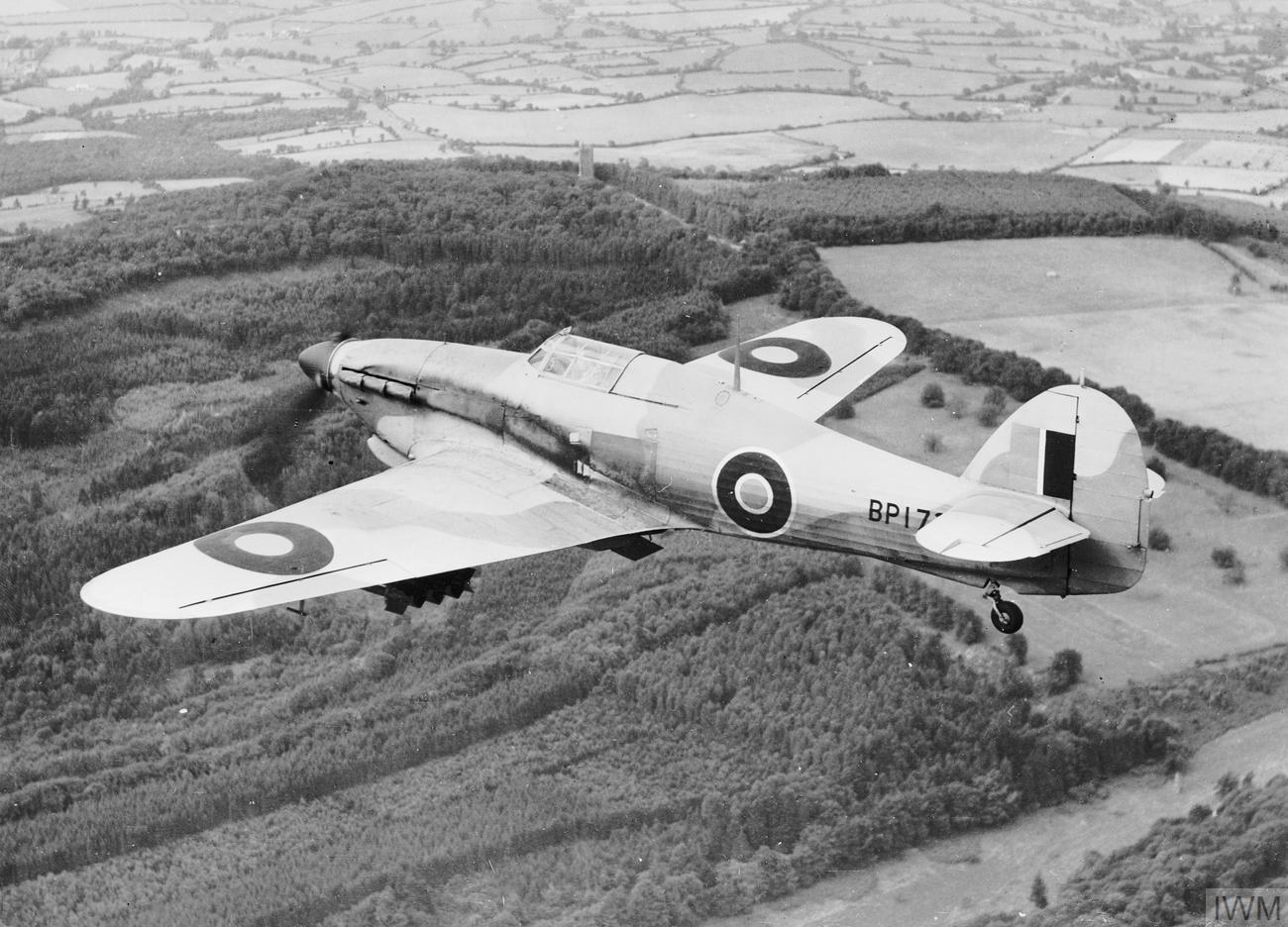
ハリケーン Mk. IV

Mk. IIの派生型であるMk. IIBが1941年4月に完成し、500 lb爆弾とブローニング7.69mm機関銃を12丁も搭載してハリボマー (Hurribomber) とあだ名を頂戴した。仕様F.37/35に対してホーカー社はハリケーンの機関砲搭載型を提案し、エリコン20mm機関砲を搭載した機とイスパノ・スイザ HS.404 20mm機関砲4門を搭載した機を試作した。エリコン社製の機関砲は照準が困難という問題が起き、イスパノ・スイザ機関砲を採用したハリケーン Mk. IICが生産された。当初、イスパノ・スイザ機関砲はベルト給弾式であったが、動作が安定しなかったためドラム給弾式に改められ、Mk. IICだけでも約4700機が生産された。
Mk. IIBとMk. IICの爆弾を搭載する懸架装置を改修して増槽（落下タンク）を装備できるようになったが、爆弾や機関砲の装備によって重量が増加したため戦闘機との空戦は困難になったが、単座航空機の新たな使いみちを開拓した。近接航空支援(CAS = Close Air Support) 用の戦闘爆撃機がそれだった。
こうして、ハリケーンは次第に戦闘爆撃機及び地上攻撃機として発達していった。
ロールス・ロイス社のBF機関砲を両翼下に搭載した試作機が製作されたが、信頼性に乏しく、わずか12発の砲弾しか搭載できなかったことから搭載試験のみ行われ、15発の砲弾を搭載できるヴィッカーズ社のS型40mm機関砲2門とパイロット保護用の装甲を付与したハリケーン Mk. IIDが完成した。1942年6月から北アフリカにおいてドイツ軍やイタリア軍の地上部隊を攻撃した。海岸まで砂漠というこの地帯にあっては錆びることの無い布製の胴体が物をいい、ほどなくして、戦車など装甲車両に壊滅的被害を与えることから缶切り (Tin openter)というニックネームがつけられた。Mk. IIDは約300機が生産され、北アフリカやビルマ戦線において戦車だけでなく艦艇攻撃にも活躍し、フィルター装備や冷却器の強化などの改良と強い日差しによる退色に備えた塗装が施され、Trop.（Trop. = Tropical、熱帯用）とも呼ばれた。
1943年にはマーリン 21またはマーリン 22 エンジンを積み、E翼を装着した万能型のMk. IIEが完成した。後にMk. IIEはMk. IVに改称した。Mk. IVのE翼は爆弾や増槽だけでなく、3インチ対地ロケット弾を搭載できるようになった他、任務に対応して武装を換装することができた。前線の部隊では、イスパノ・スイザ機関砲よりもS型40mm機関砲、ロケット弾、爆弾などの装備が好まれた。ヨーロッパ戦線でハリケーンはドイツ軍の戦車や強固な橋梁の破壊に投入され、より高性能で対地攻撃に向いたホーカー タイフーンやホーカー テンペストが配備されても終戦まで戦い続けた。

### シーハリケーンの登場

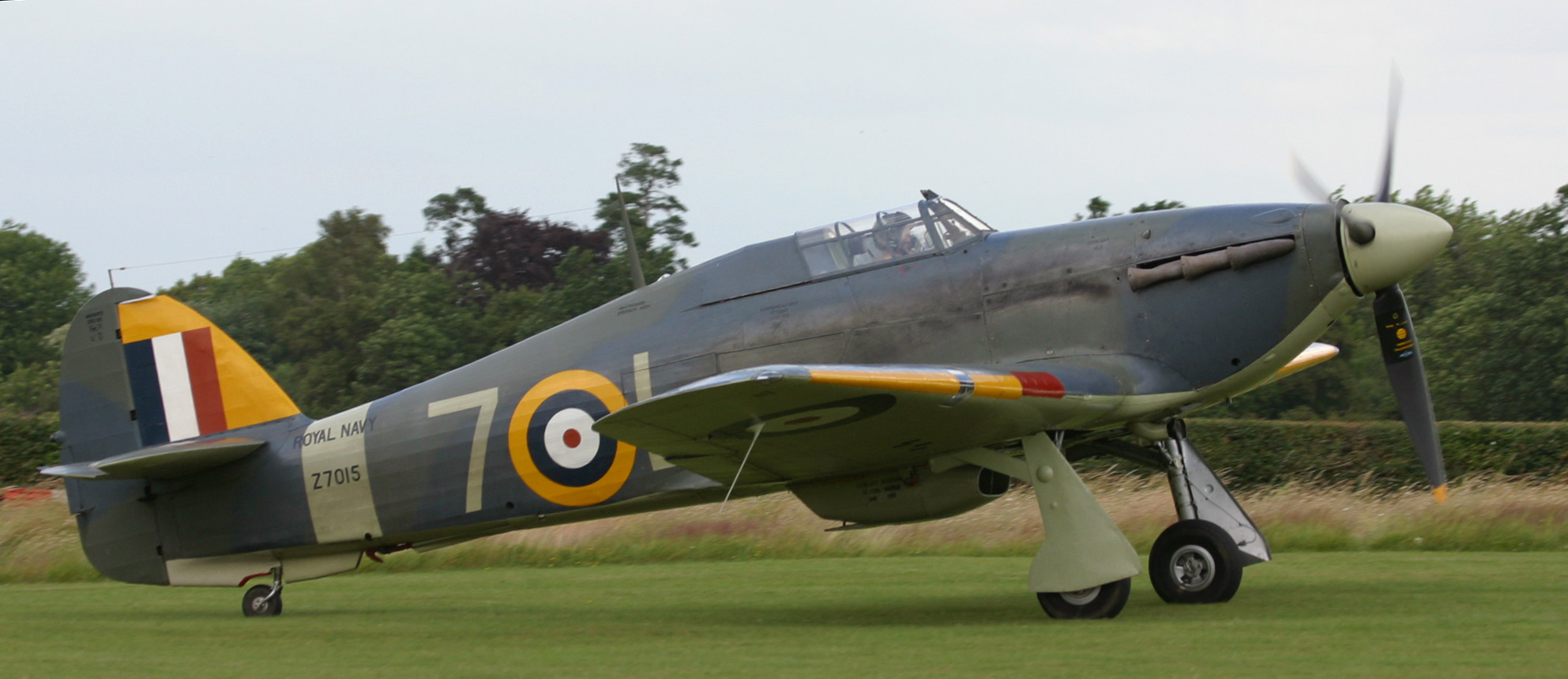
シーハリケーン

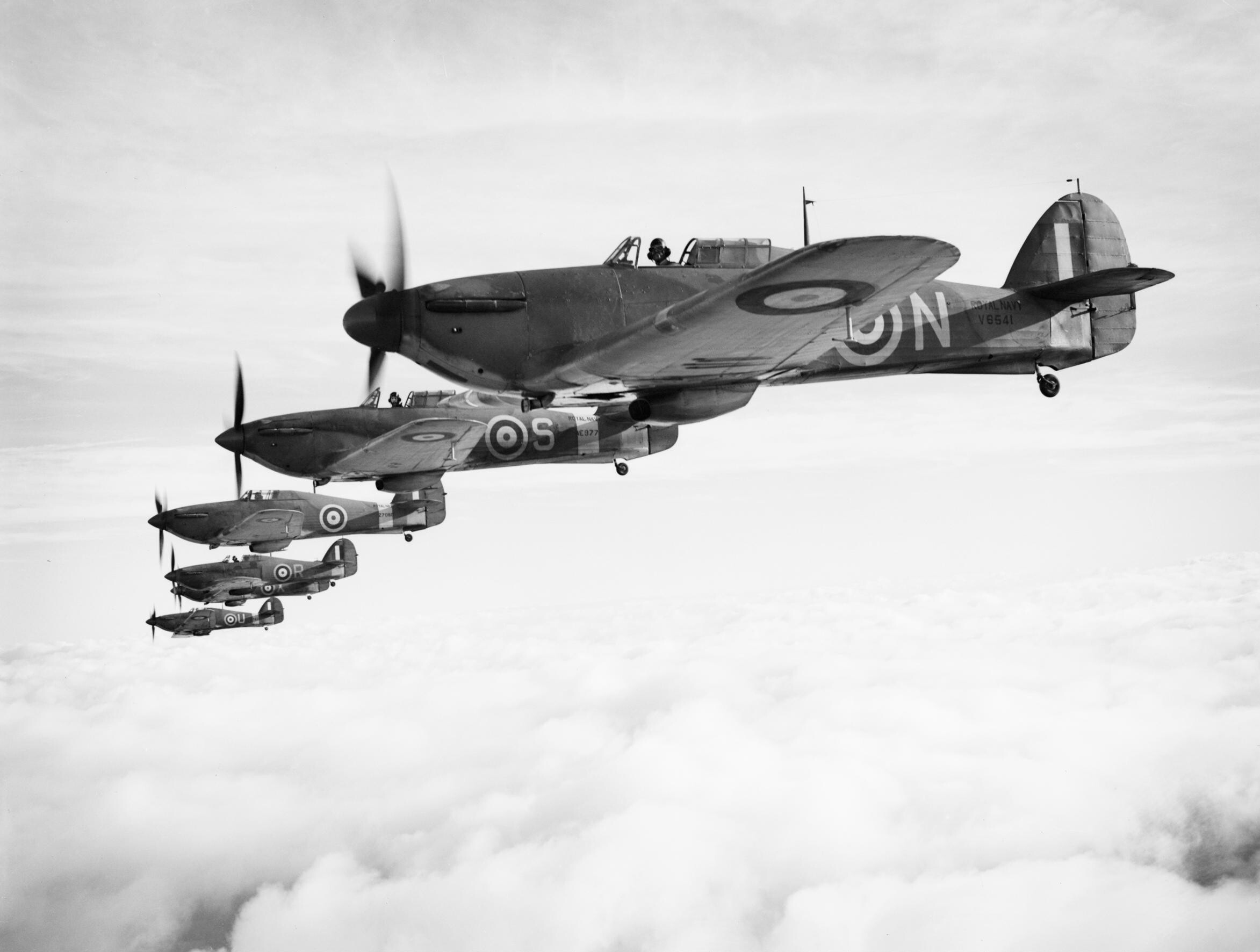
編隊飛行を行うシーハリケーン Mk. IB（1941年12月9日）

武装商船（CAMシップ）に搭載するため、ハリケーン Mk. Iから改造されてカタパルトで商船から射出するハリキャット (Hurricat) が使用されていた。しかし、これは射出したきり着艦できないため、陸上基地まで飛んで行って降りるか、さもなくば機体を放棄、または海面への不時着を余儀なくされた。パイロットが上手く脱出できれば商船や駆逐艦に救助された。また、搭載されるハリケーンは、最前線の部隊に所属していたものから改造されており、カタパルトで射出する際に損壊してしまう例すらあった。ハリキャットはハリケーン Mk. Iから50機ほど改造され、後にシーハリケーン Mk. IA (Sea Hurricane) と命名された。
これに対処するため、ハリケーン Mk. IIAを射出用の滑走器具と機尾に着艦フックを取り付けたシーハリケーン Mk. IBに改造され、1941年10月から小ぶりの飛行甲板を持つMACシップに搭載して運用され、重要な船団を守る戦力となった。
シーハリケーン Mk. ICはハリケーン Mk. Iからの改造で滑走器具と着艦フックは同様に装備されたが、ハリケーン Mk. IICで採用された主翼を装着することで機関砲4門を搭載し、1942年2月から配備された。シーハリケーン Mk. IICは当初からイギリス海軍の艦隊航空隊 (FAA) 用に生産された。
イギリス海軍は艦上戦闘機にシーグラディエーターしか保有していなかったため、急降下爆撃機であるブラックバーン スクアから発展したブラックバーン ロックや複座のフェアリー フルマーで艦隊の防空を行っていた。ハリケーン Mk. ICとMK. IICは、液冷エンジン特有の長い機首を装備し、前下方視界に優れず、また低空低速時における失速の危険など、艦上戦闘機に向いているわけではなかったが、イタリア空軍を相手とする地中海において活躍し、スピットファイアを艦載機化したシーファイアと比較してハリケーンはその堅牢性が認められた。

### カナダ製ハリケーン
カナダのカナディアン・カー・アンド・ファウンドリー (Canadian Car & Foundry) 社でもハリケーンの生産が行われた。これらのカナダ製ハリケーンの第一陣であるハリケーン Mk. Xは単座戦闘爆撃機で、1,300馬力 (969kW) のパッカード製マーリン 28 エンジンを搭載し、翼内に7.7mm 機関銃8挺を装備した。カナディアン・カー＆ファウンドリーで490機が生産され、これに続くハリケーン Mk. XIは150機が生産された。
ハリケーン Mk. XIIはエンジンをパッカード製マーリン 29に換装し、12挺の7.7mm 機関銃を搭載した。後に7.7mm 機関銃は20mm 機関砲に交換した。ハリケーン Mk. XIIAはMk Xと同様に7.7mm 機関銃8挺を装備した。ハリケーン Mk XIIAを艦載機化した機はシー ハリケーン Mk. XIIAと呼ばれた。

## スペック (Mk.II)
諸元
- 乗員：1名
- 全長：9.8 m
- 全幅：12.20 m
- 全高：3.98 m
- 翼面積：-- m2
- 空虚重量：2,560 kg
- 運用時重量：3,740 kg
- 最大離陸重量： kg
- 翼面荷重：145 kg/m2

Hawker Hurricane

- 動力：ロールス・ロイス製 マーリン XX エンジン × 1

性能
- 出力：1,280 HP (955 kW)
- 最大速度：523 km/h（高度5,500 m時）
- 航続距離：750 km
- 実用上昇限度：10,100 m
- 上昇率：-- m/min

武装
- 固定武装
  - Mk. IIB：7.7mm 機関銃 × 12
  - Mk. IIC：20mm 機関砲 × 4
  - Mk. IID：40 mm 機関砲 × 2
- 爆弾：250lb / 500lb 爆弾
- ロケット弾：3 in × 8

## その後
後年、その生産はカナダの企業やイギリスのグロスター社などに移されながらも1944年まで続けられた。艦載用のシーハリケーンも含めると、総生産数は14,000機あまりに達した。1945年、第二次大戦の終結にともない、イギリス空軍におけるハリケーンの戦いも終わった。
ハリケーンはスピットファイアを初めとする有名な戦闘機と比較すれば時代遅れで性能的にも劣っていた。しかし、スピットファイアの数が揃っていない緒戦において窮地に立たされたイギリスと世界各地の空を守り、砂漠やジャングルといったような環境や天候に左右されない単純な構造と良好な操縦性を持っていた。ハリケーンは必要な時期に誕生し、必要な場所に送ることができ、イギリスの危急存亡を救った戦闘機の1つであった。最終的には、スピットファイアよりも多くの敵機を撃墜している。

## 現存する機体
- 型番の前のSは、シーハリケーンの型番を表すための「Seahurricane」の略である。

| 型名          | 番号                          | 機体写真                                            | 所在地                                  | 所有者                                                               | 公開状況 | 状態     | 備考 |
| ------------- | ----------------------------- | --------------------------------------------------- | --------------------------------------- | -------------------------------------------------------------------- | -------- | -------- | --- |
| Mk.I          | L1592 W/O 5422                |                                                     | イギリス ロンドン                       | 科学博物館                                                           | 公開     | 静態展示 | |
| Mk.I          | L1639                         | 写真                                                | イギリス ケンブリッジシャー州           | ケンブリッジ爆撃機・戦闘機財団                                       | 非公開   | 修復中   | |
| Mk.I          | N2394 HC-452 (FiAF) 41H/11096 |                                                     | フィンランド 中央スオミ県               | フィンランド空軍博物館                                               | 公開     | 静態展示 | |
| Mk.I          | P2617                         |                                                     | イギリス ロンドン                       | イギリス空軍博物館ロンドン館                                         | 公開     | 静態展示 | |
| Mk.I          | P2902                         |                                                     | イギリス エセックス州                   | アングリア航空機修復社 (Anglia Aircraft Restorations Ltd.)           | 非公開   | 飛行可能 | |
| Mk.I          | P3175                         |                                                     | イギリス ロンドン館                     | イギリス空軍博物館ロンドン館                                         | 公開     | 静態展示 | |
| Mk.I Mk.IIA   | P3351 DR393                   |                                                     | フランス アルプ＝マリティーム県         | ジャン・フリゾ・ウーゼン氏 (Jan Friso Roozen)                        | 非公開   | 飛行可能 | |
| Mk.I          | P3717 41H/136172              |                                                     | イギリス コーンウォール州               | バイゴーン航空株式会社                                               | 非公開   | 飛行可能 | かつてはMk.IIA/DR348号機の塗装がされていた。 |
| Mk.I          | R4118 G5/92301                |                                                     | イギリス ベッドフォードシャー州         | ハリケーン・ヘリテージ                                               | 公開     | 飛行可能 | 普段はシャトルワース・コレクションの格納庫に収納されている。 |
| Mk.I          | V7497 41H/136172              |                                                     | イギリス サフォーク州                   | ホーカー修復株式会社 (Hawker Restorations Ltd)                       | 非公開   | 飛行可能 | |
| Mk.I S Mk.I   | Z7015 41H/04013               |                                                     | イギリス ベッドフォードシャー州         | シャトルワース・コレクション                                         | 公開     | 飛行可能 | |
| Mk.I S Mk.X   | AE977 41H/08020               | 写真                                                | イギリス ケント州                       | ビギン・ヒル遺産格納庫社                                             | 公開     | 飛行可能 | P3886号機などの塗装がされた。現在はMk.I P2881号機の塗装がされている。 |
| Mk.I          | AG287 1374 (RCAF) CCF/R20023  |                                                     | イギリス ケント州                       | ビギン・ヒル遺産格納庫社                                             | 公開     | 飛行可能 | Mk.IIB BE505号機の塗装がされている。 |
| Mk.I Mk.IIC   | BD731 41H/193276              | 写真                                                | イギリス ウェストサセックス州           | ウィングス・ミュージアム                                             | 公開     | 静態展示 | 残骸の状態で展示されている。 |
| Mk.IIA        | Z2389                         | 写真                                                | イギリス サリー州                       | ブルックランズ博物館                                                 | 公開     | 修復中   | より運用時に近い色に塗り直され、側面記号も改められた。 旧塗装 |
| Mk.IIA Mk.IIC | Z2461                         |                                                     | ロシア ムルマンスク州                   | 北方艦隊空軍博物館                                                   | 公開     | 静態展示 | Mk.IICの試作機。全体写真 |
| Mk.IIA        | Z3055                         |                                                     | マルタ アタード市                       | マルタ航空博物館                                                     | 公開     | 静態展示 | |
| Mk.IIB        | P5202 41H/04206               | 写真                                                | インド デリー首都圏                     | インド空軍博物館                                                     | 公開     | 静態展示 | AB832というスピットファイアに充てられた番号の塗装がされていたが、現在はAG291号機の塗装がされている。旧塗装                                                                     |
| Mk.IIB        | AP740                         |                                                     | ロシア モスクワ州                       | ヴァディム・ザダローズヌィ技術博物館                                 | 公開     | 静態展示 | BN233の塗装がされている。 |
| Mk.IIB        | BE146                         |                                                     | イギリス ケンブリッジシャー州           | ダックスフォード帝国戦争博物館                                       | 公開     | 静態展示 | ロシアで発見されたBE146と他1機の残骸から再生された機体。 |
| Mk.IIC        | LD619 5285 (SAAF)             |                                                     | 南アフリカ共和国 ハウテン州             | 南アフリカ国立軍事史博物館                                           | 公開     | 静態展示 | |
| Mk.IIC        | LF363 41H/469290              |                                                     | イギリス リンカーンシャー州             | バトル・オヴ・ブリテン記念飛行小隊                                   | 公開     | 飛行可能 | LE-D、GN-F、VY-X(P3115号機の記号)、NV-L、US-C、YB-W、JX-B(P3395号機の記号)といった様々な側面記号が塗装されていた機体。現在はGN-Fに戻されている。                               |
| Mk.IIC        | LF658 41H/469585              |                                                     | ベルギー ブリュッセル首都圏地域         | 王立軍隊軍事史博物館                                                 | 公開     | 静態展示 | |
| Mk.IIC        | LF686 41H/469513              |                                                     | アメリカ ヴァージニア州                 | 国立航空宇宙博物館別館 スティーヴン・F・ウドヴァー＝ヘイジーセンター | 公開     | 静態展示 | |
| Mk.IIC        | LF738                         |                                                     | イギリス シュロップシャー州             | イギリス空軍博物館コスフォード館                                     | 公開     | 静態展示 | 第1682爆撃護衛飛行小隊に所属していた機体。オリジナルの塗装で展示されている。                                                                                                   |
| Mk.IIC        | LF751 5466M                   |                                                     | イギリス ケント州                       | スピットファイア・ハリケーン記念博物館                               | 公開     | 静態展示 | 第43飛行隊長であったダニエル・ル・ホイ・ドゥ・ヴィヴィエ（Daniel Le Roy du Vivier）乗機、BN230号機の塗装がされている。                                                         |
| Mk.IIC        | PZ865 41H/160430              |                                                     | イギリス リンカーンシャー州             | バトル・オヴ・ブリテン記念飛行小隊                                   | 公開     | 飛行可能 | 最後に生産されたハリケーンで、1944年7月に出荷された。-Q、-J、JX-Eなどの塗装がされていたが、現在は英空軍東南アジア航空軍団第34飛行隊に所属していたHW840号機の塗装がされている。 |
| Mk.IV         | KX829                         |                                                     | イギリス ウェストミッドランズ州         | シンクタンク・バーミンガム科学博物館                                 | 公開     | 静態展示 | Mk.I P3395号機の塗装がされている。 |
| Mk.IV         | KZ321                         |                                                     | ベルギー アントワープ州                 | フライング・エア・サーヴィシーズ&トレイニング                        | 公開     | 飛行可能 | 現時点で唯一飛行可能なMk.IV。 |
| Mk.IV         | LD975 41H/368368              |                                                     | セルビア ベオグラード                   | ベオグラード航空博物館                                               | 公開     | 静態展示 | 熱帯仕様機。 |
| Mk.XII        | 5389 (RCAF) 819 42024         |                                                     | カナダ アルバータ州                     | 格納庫飛行博物館                                                     | 公開     | 静態展示 | |
| Mk.XII        | 5390 (RCAF) 42025             |                                                     | アメリカ オハイオ州                     | 国立アメリカ空軍博物館                                               | 公開     | 静態展示 | 英空軍第71飛行隊に所属していたMk.IIA Z3174号機の塗装がされている。 |
| Mk.XII        | 5418 (RCAF) 44013             | 写真                                                | カナダ アルバータ州                     | レイノルズ＝アルバータ博物館                                         | 公開     | 静態展示 | |
| Mk.XIIA       | 5429 (RCAF) CCF/R32007        |                                                     | アメリカ ワシントン州                   | 飛行遺産・空中戦兵装博物館                                           | 公開     | 飛行可能 | |
| Mk.XIIA       | 5461 (RCAF)                   |                                                     | カナダ マニトバ州                       | イギリス連邦操縦訓練計画博物館                                       | 公開     | 静態展示 | 実際の機体はコックピット部より前で、他の部分は後に作られたレプリカである。 |
| Mk.XIIA       | 5481 (RCAF) 60372             |                                                     | オーストラリア ニューサウスウェールズ州 | ヴィンテージ・ファイター・リストレイションズ                         | 公開     | 飛行可能 | Mk.I V6748号機の塗装がされている。 |
| Mk.XIIA       | 5487 (RCAF) CCF/R30040        |                                                     | ドイツ バイエルン州                     | カール・フリディーマン・グリミンガー氏 (Karl Friedemann Grimminger)  | 非公開   | 飛行可能 | かつてはフィンランド空軍のHC-465号機塗装となっていた。現在はAG244号機の塗装がされている。                                                                                      |
| Mk.XIIA       | 5584 (RCAF) 52019             |                                                     | カナダ オンタリオ州                     | カナダ航空宇宙博物館 (オタワ)                                        | 公開     | 静態展示 | |
| Mk.XIIA       | 5667 (RCAF) 56022             |                                                     | アメリカ ヴァージニア州                 | 軍事航空博物館                                                       | 公開     | 飛行可能 | |
| Mk.XIIA       | 5708 (RCAF)                   |                                                     | アメリカ テキサス州                     | ローンスター・ハリケーン社 (Lone Star Hurricane LLC)                 | 非公開   | 修復中   | BG974号機の塗装で飛行していたが、2015年に不時着した。ローンスター博物館の運営する修復会社で修復中。                                                                            |
| Mk.XIIA       | 5711 (RCAF) 72036             |                                                     | イギリス                                | 歴史的航空機コレクション                                             | 非公開   | 飛行可能 | かつてはMk.IIB Z5140号機の番号とXR-Tの記号が塗装されていたが、現在は「P3700」という番号と本来のZ5140の記号であるRF-Eの塗装がされている。                                       |
| Mk.XII        |                               |                                                     | アメリカ アリゾナ州                     | ピマ航空宇宙博物館                                                   | 公開     | 静態展示 | Mk.XIIを5機使用して作られた機体。2019年頃までMk.II V6864号機の塗装がされていた。現在はMk.IIB Trop.に改造され、BG974号機の塗装がされている。                                    |
| レプリカ      |                               |                                                     |                                         |                                                                      |          |          | |
| Mk.I          | L1679 BAPC.241                | 写真                                                | イギリス ウェストサセックス州           | タングミア軍事航空博物館                                             | 公開     | 静態展示 | |
| Mk.I          | P2970                         |                                                     | イギリス ケント州                       | バトル・オヴ・ブリテン記念碑                                         | 公開     | 静態展示 | |
| Mk.I          | P3873                         | Hawker Hurricane at Yorkshire Air Museum (8359).jpg | イギリス ヨークシャー州                 | ヨークシャー航空博物館                                               | 公開     | 静態展示 | |
| Mk.I          | V6799                         | 写真                                                | イギリス グロスターシャー州             | ジェット世代博物館 (Jet Age Museum)                                  | 公開     | 静態展示 | |
| Mk.I          | Z3427                         |                                                     | イギリス ロンドン                       | イギリス空軍博物館ロンドン館                                         | 公開     | 静態展示 | |
| Mk.II         | BAPC.73                       |                                                     | ニュージーランド マールボロー地方       | オマカ航空遺産センター                                               | 公開     | 静態展示 | Z5252、JS327など度々塗装が変えられている。 |
| Mk.IIB        | BD734                         |                                                     | ノルウェー ヌールラン県                 | ノルウェー航空博物館                                                 | 公開     | 静態展示 | Mk.I L1988号機の残骸が使用されているとも言われる。 |
| Mk.XII        | P3069                         |                                                     | カナダ オンタリオ州                     | カナダ軍用機遺産博物館                                               | 公開     | 静態展示 | |

## 登場作品

### ゲーム
『R.U.S.E.』
イギリスの戦闘爆撃機として登場。
『War Thunder』
イギリス空軍のランクI、IIツリーに複数登場。
『蒼の英雄』